# Idaea rumigerata
Idaea rumigerata är en fjärilsart som beskrevs av Donovan 1810. Idaea rumigerata ingår i släktet Idaea och familjen mätare. Inga underarter finns listade i Catalogue of Life.